# Bruno Ahlberg
Bruno Valfrid Ahlberg (23. dubna 1911, Espoo – 9. února 1966, Helsinky) byl finský boxer v lehké střední (welterové) a střední váze a držitel bronzové olympijské medaile z Letních olympijských her 1932 v Los Angeles.

## Počátky kariéry
Bruno „Brynkka“ Ahlberg začal boxovat v roce 1926 v oddíle Helsinky Jyry v pérové váze, v roce 1928 přešel do váhy lehké; později reprezentoval týmy Kronohagens IF a Helsinky AC. V roce 1931 nastoupil k prvnímu mezistátnímu zápasu proti Švédsku a poté byl vybrán do olympijské reprezentace. Jeho medaile z olympiády byla vůbec první boxerskou medailí Finů z OH. Ahlberg pěstoval kromě boxu také skoky na lyžích a plavání.

## Ahlbergova účast na olympijských hrách
Bruno Ahlberg se účastnil jako amatér dvou olympijských her. Na Letních olympijských hrách 1932 vstoupil do soutěže 9. srpna v zápase proti Kanaďanu Tony Mancinimu a po vítězném boji pak ve čtvrtfinále zdolal i Luciana Fabbroniho z Itálie. Tyto dva zápasy zanechaly na divácích hluboký dojem. V semifinále však už nestačil na německého policistu Ericha Campeho. Utkání o 3. místo se neuskutečnilo, Dave McClive z Velké Británie k zápasu nenastoupil. Ahlberg tak získal bronzovou medaili. Na Letních olympijských hrách 1936 v Berlíně Bruno Ahlberg nastoupil ve střední váze, ale byl vyřazen v 1. kole Jimmy Clarkem z USA na body.

## Profesionální kariéra
Po berlínské olympiádě ohlásil Ahlberg přestup do profesionálního tábora. Od jara do léta 1937 pobýval na turné v Jižní Africe, kde se střetl v pěti zápasech s místními profesionály a vesměs byl úspěšný. Během další kariéry absolvoval ještě dvě turné po Evropě (1938 a 1940 – 1941) a v roce 1939 v USA. Kariéru ukončil v roce 1941 s výsledkem 11 profesionálních vítězství, 9 porážkami a 5 remízami (Finové uvádějí 8 porážek a 6 remíz). V roce 2008 byl Ahlberg uveden do Finské boxerské síně slávy.